# Tromba a chiave
La tromba a chiave (in inglese keyed bugle o Royal Kent bugle o Kent bugle) è un largo strumento di ottone a foro conico con fori di intonazione azionati da chiavi per modificare l'intonazione e produrre una scala cromatica completa. Fu sviluppata a partire dal bugle intorno al 1800 e fu popolare nelle bande militari in Europa e negli Stati Uniti all'inizio del XIX secolo e in Gran Bretagna fino agli anni '50 del XIX secolo.

## Storia
La prima notizia conosciuta di una tromba con tasti appare il 4 aprile 1800 sul quotidiano londinese Morning Chronicle, in un annuncio per uno strumento costruito dal costruttore George Astor. Tuttavia, solo il 5 maggio 1810 fu concesso un brevetto per una tromba a cinque tasti a Joseph Haliday dello Yorkshire, intitolato "Miglioramenti di Halliday [sic] nello strumento musicale chiamato il corno di tromba". Poco dopo, nel 1811, il primo assolo conosciuto sullo strumento fu eseguito dal trombettista Henry Willman, fratello del clarinettista Thomas Lindsay Willman. Le esibizioni al Theatre Royal di Dublino furono annunciate con la dicitura "Mr. H. WILLMAN suonerà un concerto su quello strumento altamente migliorato, il corno a tromba brevettato di Kent (inventato da MR. JOSEPH HALLIDAY)". Il primo libro sullo strumento, che a quel tempo aveva sei tasti per consentire un maggior numero di intonazioni, fu Introduction to the Art of Playing on the Royal Kent Bugle di Johann Bernhard Logier nel 1813.
L'Encyclopædia Britannica del 1911 sostiene che Haliday la chiamò “Royal Kent Bugle” per complimentarsi con il duca di Kent, all'epoca comandante in capo, che incoraggiò l'introduzione dello strumento nelle bande reggimentali; questo sembra essere almeno in parte erroneo. Il duca non fu mai comandante in capo di alcuna banda in Europa e la dedica potrebbe essere stata fatta da Holden. Una tromba del Royal Kent in chiave di Do, con il nome di Halliday come inventore e realizzata da P. Turton, 5 Wormwood Gate, Dublino, è stata esposta dal Col. Shaw-Hellier alla Royal Military Exhibition del 1890. Lo strumento, realizzato in rame, misura 17 pollici (43 cm) e la lunghezza totale del tubo, compreso il bocchino, 50,5 pollici (128 cm). Il diametro del bocchino è di 0,5 pollici (1,3 cm) e della campana di 5,75 pollici (14,6 cm).

## Tono
Lo strumento ha una gamma di tonalità di circa due ottave, escluse le tonalità fondamentali. Le note della serie armonica senza tasti bassi sono:

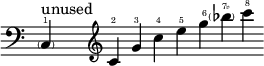
Note della serie armonica disponibili aperte (senza chiavi)

Allo strumento originale specificato nel brevetto, Halliday aggiunse un sesto tasto, che divenne il primo e che nella posizione normale era aperto; questo tasto quando era chiuso dava si♭, con la stessa serie di armoniche del tubo aperto. La serie, tuttavia, si accorcia a ogni tasto successivo:

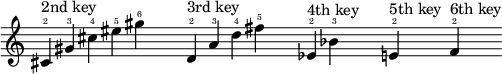
Note della serie armonica disponibili sui tasti dal secondo al sesto.

Il foro dello strumento è sufficientemente largo in proporzione alla sua lunghezza per rendere possibile l'esecuzione dei toni fondamentali delle prime due serie, ma queste note non vengono mai utilizzate, e anche gli armonici sopra la sesta vengono evitati, essendo di dubbia intonazione. Nell'Oficleide, la varietà bassa della tromba a chiave, il foro è sufficientemente ampio per produrre fondamentali di qualità soddisfacente.
La tromba a chiave è stata utilizzata principalmente in si♭, con l'aggiunta frequente di una chiave per il si♭ alla tromba in do.